# Josep Maria Margall
Josep « José » Maria Margall Tauler, né le 17 mars 1955 à Calella, en Espagne, est un joueur espagnol de basket-ball, évoluant au poste d'ailier.

## Biographie

### Palmarès
- Finaliste des Jeux olympiques 1984
- Finaliste du championnat d'Europe 1983
- Vainqueur de la Coupe Korać 1981, 1990
- Champion d'Espagne 1978